# Alana Blanchard
Pour les articles homonymes, voir Blanchard.

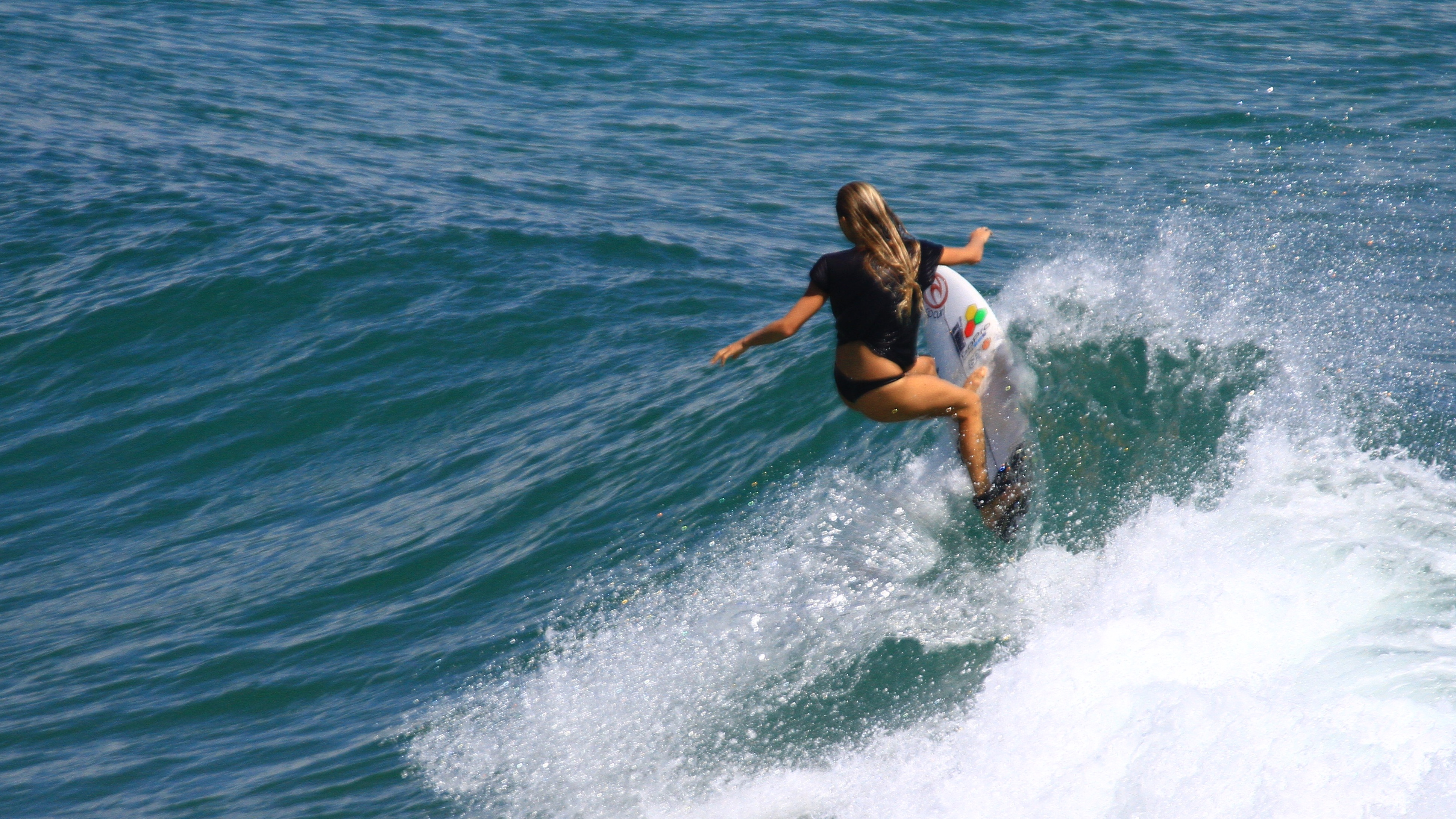
Alana Blanchard en train de surfer.

Alana Blanchard est une surfeuse professionnelle et mannequin américaine née le 5 mars 1990 à Kauai (Hawaï).

## Biographie
Alana Blanchard a surfé la première fois à l’âge de quatre ans. Elle a participé à sa première compétition dès l’âge de neuf ans. Elle est la meilleure amie de Bethany Hamilton, une surfeuse qui a perdu son bras gauche à la suite d'une attaque de requin. Alana était avec sa meilleure amie ce jour-là.
En 2009, elle rejoint l'ASP World Tour en compagnie de nombreuses jeunes de moins de 20 ans comme sa compatriote Coco Ho, la championne du monde WQS 2008, l'australienne Sally Fitzgibbons et la néo-zélandaise Paige Hareb.

### Vie privée
Compagne du surfer australien Jack Freestone, elle annonce en juin 2017 qu'elle attend leur premier enfant. Le 2 décembre 2017, elle a donné naissance à un garçon prénommé Banks Harvey. Ils se sont fiancés en juin 2019. Le 12 Août 2021, elle a donné naissance à un deuxième garçon prénommé Koda Riley.

## Palmarès

### Titres
Aucun

### Podiums
- 2005 : 2e Championnat NSSA (Explorer Girls)[3]
- 2005 : 3e Championnat NSSA (Open Womens/Governor's Cup)

### Victoires
- 2007 : Cholos Women's Pipeline Pro, Pipeline (Oahu), Oahu, Hawaï (WQS 1 étoile) [4]

### Juniors
- 2007 : Rip Curl Girls Festival Junior Pro, Santander, Espagne[5]

### Sa saison 2009 ASP World Tour
2009 est sa première année dans l'ASP World Tour.
| Date                      | Compétition             | place | points |
| ------------------------- | ----------------------- | ----- | ------ |
| 28 février-11 mars        | Roxy Pro                | 9     | 360    |
| 8 avril-13 avril          | Rip Curl Pro            | 9     | 360    |
| 10 septembre-18 septembre | Billabong Girls Pro Rio |       |        |
| 14 octobre-19 octobre     | Beachley Classic        |       |        |
| 26 octobre-30 octobre     | Rip Curl Pro Search     |       |        |
| 3 novembre-8 novembre     | Movistar Peru Classic   |       |        |
| 25 novembre-6 décembre    | Roxy Pro                |       |        |
| 8 décembre-20 décembre    | Billabong Pro           |       |        |
|                           | classement provisoire   | 13    | 720    |

Actuellement en position de non-requalifiée pour l'ASP World Tour 2010.

## Sources et références
1. ↑  Rédaction, « Alana Blanchard et Jack Freestone bientôt parents », LL'Équipe,‎ 26 juin 2017 (lire en ligne, consulté le 28 décembre 2017).
2. ↑  Rédaction, « Alana Blanchard a accouché », L'Équipe,‎ 5 décembre 2017 (lire en ligne, consulté le 28 décembre 2017).
3. ↑  (en) NSSA 2005
4. ↑  (fr) C/R victoire sur Mangosurf
5. ↑  (fr) Victoire Rip Curl Girls